# BET Award para Melhor Filme
O BET Award para Melhor Filme (do original em inglês, BET Award for Best Movie) é uma das atuais categorias do BET Awards, premiação estabelecida em 2001 para reconhecer destaques do mercado fonográfico e de entretenimento afro-americano. Esta categoria foi apresentada originalmente juntou com a estreia da premiação na edição de 2010 e destina-se a premiar filmes estadunidenses de longa-metragem que tenham sido dirigidos, produzidos ou que contaram com a atuação significante de pessoas afro-americanas. Os filmes elegíveis à categoria pertencem à variados gêneros cinematográficos e foram lançados durante o ano anterior à cada edição específica.

## Vencedores e indicados
| Ano  | Vencedor                       | Direção               | Indicados | Ref.  |
| ---- | ------------------------------ | --------------------- | --- | ----- |
| 2010 | Precious                       | Lee Daniels           | - Avatar - The Blind Side - Law Abiding Citizen - Michael Jackson's This Is It                                      |       |
| 2011 | For Colored Girls              | Tyler Perry           | - Death at a Funeral - Takers - Why Did I Get Married Too?                                                          |       |
| 2012 | The Help                       | Tate Taylor           | - Good Deeds - Jumping the Broom - Laugh at My Pain - Red Tails                                                     |       |

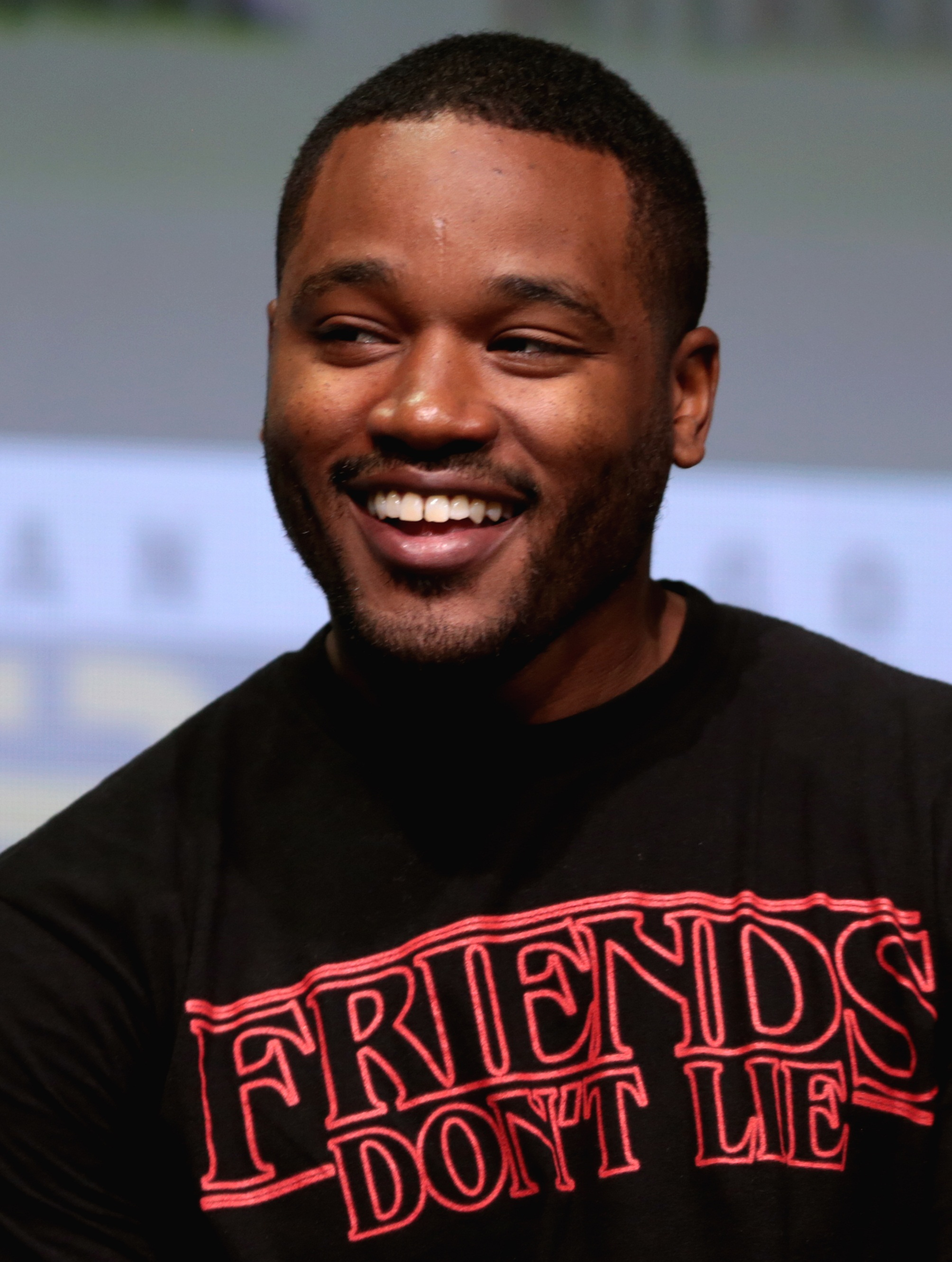
Black Panther (2018) e sua sequência (2022), dirigidos por Ryan Coogler (imagem), venceram a categoria em 2018 e 2023.

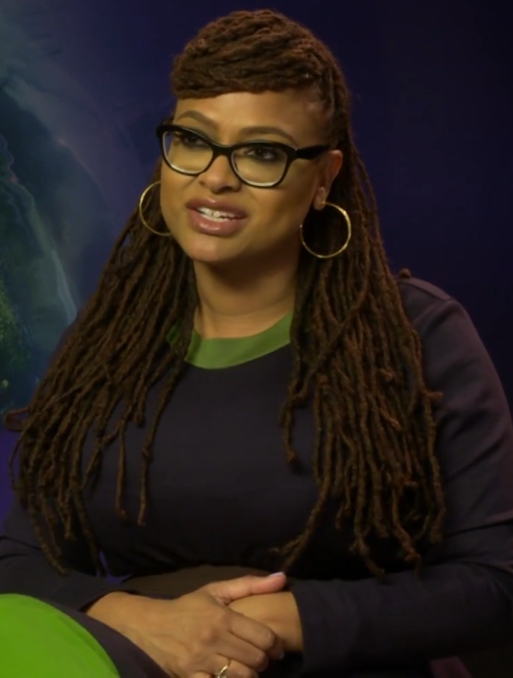
Selma (2015), dirigido por Ava DuVernay (na foto), venceu a categoria em 2015.

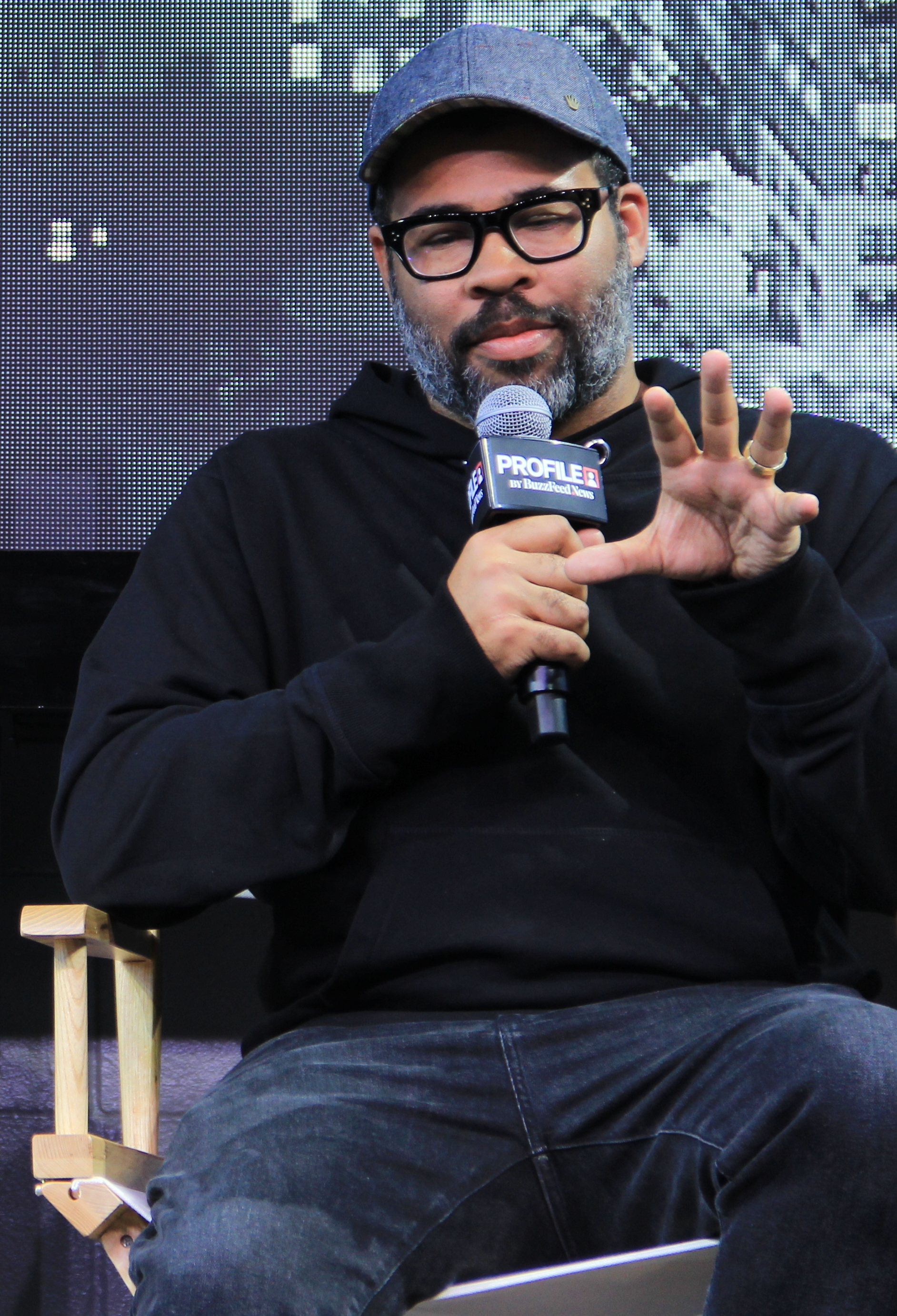
Get Out, Candyman e Nope, dirigidos por Jordan Peele (na foto), foram indicados à categoria em 2017, 2022 e 2023.

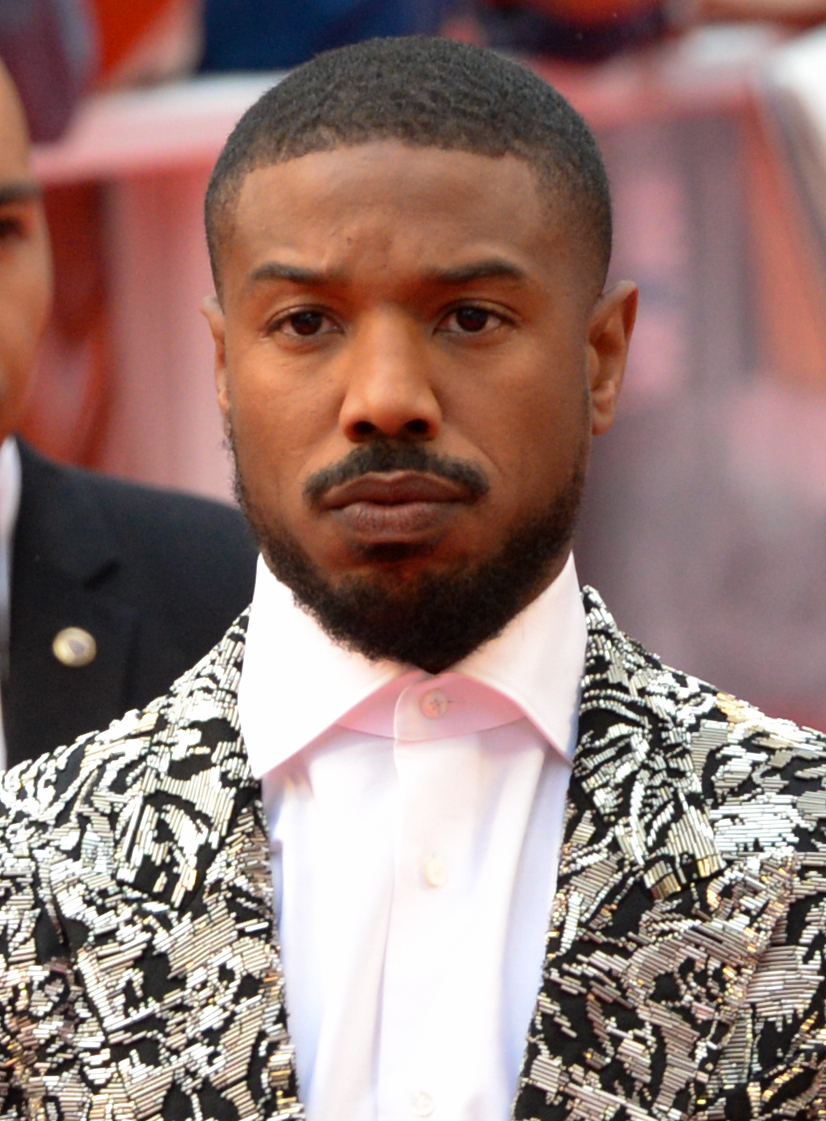
Michael B. Jordan estrelou diversos filmes indicados à categoria, como Fruitvale Station, Creed e Black Panther.

| 2013 | Think Like a Man               | Tim Story             | - Beasts of the Southern Wild - Django Unchained - Something from Nothing: The Art of Rap - Sparkle                 |       |
| 2014 | 12 Years a Slave               | Steve McQueen         | - The Butler - The Best Man Holiday - Fruitvale Station - Kevin Hart: Let Me Explain                                |       |
| 2015 | Selma                          | Ava DuVernay          | - Annie - Beyond the Lights - Think Like a Man Too - Top Five                                                       |       |
| 2016 | Straight Outta Compton         | F. Gary Gray          | - Beasts of No Nation - Concussion - Creed - Dope                                                                   |       |
| 2017 | Hidden Figures                 | Theodore Melfi        | - The Birth of a Nation - Fences - Get Out - Moonlight                                                              |       |
| 2018 | Black Panthers                 | Ryan Coogler          | - A Wrinkle in Time - Girls Trip - Mudbound - Detroit                                                               |       |
| 2019 | BlacKkKlansman                 | Spike Lee             | - Creed II - If Beale Street Could Talk - Spider-Man: Into the Spider-Verse - The Hate U Give                       |       |
| 2020 | Queen & Slim                   | Melina Matsoukas      | - Bad Boys for Life - Dolemite Is My Name - Harriet - HΘMΣCΘMING: A Film by Beyoncé - Just Mercy                    |       |
| 2021 | Judas and the Black Messiah    | Shaka King            | - Coming 2 America - Ma Rainey's Black Bottom - One Night in Miami... - Soul - The United States vs. Billie Holiday |       |
| 2022 | King Richard                   | Reinaldo Marcus Green | - Candyman - Respect - Space Jam: A New Legacy - Summer of Soul - The Harder They Fall                              |       |
| 2023 | Black Panther: Wakanda Forever | Ryan Coogler          | - Creed III - Emancipation - Nope - The Woman King - Till - Whitney Houston: I Wanna Dance with Somebody            | [ 3 ] |